# Garfield i els seus amics
Garfield i els seus amics (títol original en anglès Garfield and Friends) és una sèrie de televisió animada nord-americana del 1988. Va ser doblada al català el 1996.
És inspirada en les còmics Garfield i U.S. Acres, del dibuixant Jim Davis del 1978. La cadena CBS la va estrenar entre els anys 1988 i 1994. A Espanya es va distribuir per a Luk Internacional, que va vendre els drets d'emissió a la Federació d'Organismes de Ràdio i Televisió Autonòmics (FORTA). Es va estrenar en català primer per TV3 l'any 1998 i posteriorment pel K3 i per BTV.
La sèrie consta de 121 episodis, tots emesos per TV3, encara que Luk internacional va incloure els especials de Garfield amb la sèrie. Cada episodi està dividit en dos episodis de Garfield, un episodi de La granja de l'Orsen i diversos «dit i fet». El 2016, el grup canadenc 9 Story Media va adquirir tots els drets dels còmics, de la sèrie animada i dels productes derivats. El comprador estimava aleshores el valor d'aquest personatge que «després d'atreure durant 38 anys l'interés de tothom, mai no ha passat de moda i continua sent fresc i divertit».

## Garfield
Cada episodi explica la vida del gat Garfield, que viu en una casa unifamiliar en un barri d'una ciutat dels Estats Units. Hi viu amb el seu amo, en Jon Arbuckle i amb un gos, l'Odie, el seu fidel company, encara que Garfield no ho vulgui reconèixer. Hi ha personatges secundaris com la veterinària Liz, Penèlope, la xicota de Garfield, Binky el pallasso…

## Personatges de Garfield
- Garfield: un gat taronja atigrat molt peculiar. El seu estil de vida és dormir i menjar tot el dia. El seu menjar preferit és la lasanya i li agrada enviar Nermal a Abu Dhabi i llençar Odie daltabaix de la taula. En català parla amb la veu de Jordi Vila.[1]
- Odie: un gos, company fidel en les aventures de Garfield. Encara que Garfield no li mostra estima i sempre rep les seves trastades són del tot inseparables. No té veu, només borda.
- Jon Arbuckle: és l'amo de Garfield i Odie. És un home d'uns treinta anys, que viu sol amb els seus animals. Veu catalana: Joan Pera.[1]

## La granja de l'Orson
Orson's Farm va ser el nom que va rebre «U.S. Acres» a tot el món, amb excepció dels Estats Units. Per això va caldre canviar tots els rètols en les versions venudes a l'estranger. La granja de l'Orson conta les peripècies d'un grup d'animals d'una granja. Alguns personatges destacats: Orson, un porc, és el cap que intenta posar ordre, Roy és un gall que sol provocar aldarulls, Wade, un ànec poruc…

## Premis
Garfield i els seus amics va guanyar el Premi Young Artist per la millor sèrie d'animació el 1989.

## Cançons
La cançó d'obertura de les dues primeres temporades era una cançó sobre l'amistat i torna en nombroses ocasions quan els personatges la taral·larejaven. A partir de la tercera temporada van llançar una nova cançó que té més ritme que l'anterior i incloïa imatges d'episodis anteriors.
La setena temporada als Estats Units es va estrenar amb una cançó de rap cantada per J.R. Johnston. No va engrescar el públic i va ser eliminada de les remissions, la distribució internacional i les edicions en DVD.
Garfield conclou totes les cançons amb una plasenteria, com per exemple «Benvinguts al meu món… Heu portat menjar?» o «No començarem fins que la dona grassa xiscli».
Per als crèdits es fa servir una versió instrumental de la primera cançó.